# Nóra Hoffmann
Nóra Hoffmann (Boedapest, 8 april 1985) is een voormalige Hongaarse kunstschaatsster.
Nóra Hoffmann was actief in het ijsdansen. Haar sportpartner sinds 2007 was de geboren Rus en tot Hongaar genaturaliseerde Maxim Zavozin. Hun trainers waren Alexei Gorshkov en Sergej Petoechov. In het verleden schaatste Hoffmann ook met Attila Elek (1998-2007).
Met Attila Elek won ze op het WK voor junioren in 2003 en 2004 de zilveren medaille. Nationaal won ze met hem zeven titels, twee bij de junioren (2000, 2001) en vijf bij de senioren (2003-2007). Aan deze samenwerking kwam een eind nadat Elek zijn enkel brak.
In 2008/09 won ze haar achtste nationale titel en de eerste met Zavozin, deze titel prolongeerden ze in 2009/10. Op het EK van 2010 in januari behaalde het duo de tiende plaats en verbeterden alle vier hun bestscores. Tijdens de Olympische Winterspelen in februari verbeterden ze weer alle vier de pr’s en eindigden ze als dertiende. Op het WK van 2010 werden ze ook tiende, ze waren het zesde Europese paar in de rangschikking. Ze verbeterden hun score op de originele dans. Op het EK van 2011 behaalden ze met de achtste plaats hun beste eindklassering op dit kampioenschap.

## Persoonlijke records
| met Attila Elek         |        |            |               |
| Records                 | punten | datum      | toernooi      |
| Hoogste totaalscore     | 161.57 | 26-11-2006 | Cup of Russia |
| Hoogste verplichte dans | 030.72 | 25-01-2005 | EK            |
| Hoogste originele dans  | 050.83 | 25-01-2007 | EK            |
| Hoogste vrije dans      | 083.20 | 28-01-2005 | EK            |

| met Maxim Zavozin, resultaten t/m 2010 |        |            |          |
| Records                                | punten | datum      | toernooi |
| Hoogste totaalscore                    | 167.23 | 22-02-2010 | OS       |
| Hoogste verplichte dans                | 031.90 | 19-02-2010 | OS       |
| Hoogste originele dans                 | 051.91 | 25-03-2010 | WK       |
| Hoogste vrije dans                     | 084.11 | 22-02-2010 | OS       |

| met Maxim Zavozin, resultaten vanaf 2010 |        |            |               |
| Records                                  | punten | datum      | toernooi      |
| Hoogste totaalscore                      | 142.09 | 20-11-2010 | Cup of Russia |
| Hoogste korte kür                        | 058.00 | 26-01-2011 | EK            |
| Hoogste vrije kür                        | 084.85 | 20-11-2010 | Cup of Russia |

## Belangrijke resultaten
1999-2007 met Attila Elek
2007-2011 met Maxim Zavozin
| Kampioenschap           | 99/00 | 00/01 | 01/02 | 02/03  | 03/04  | 04/05 | 05/06 | 06/07 | 07/08 | 08/09 | 09/10 | 10/11 |
| ----------------------- | ----- | ----- | ----- | ------ | ------ | ----- | ----- | ----- | ----- | ----- | ----- | ----- |
| Olympische Spelen       |       |       |       |        |        |       | 17e   |       |       |       | 13e   |       |
| Wereldkampioenschap     |       |       |       | 18e    | 18e    | 15e   | 18e   |       |       |       | 10e   |       |
| Europees kampioenschap  |       |       |       | 14e    | 11e    | 10e   | 12e   | tzt   |       | tzt   | 10e   | 8e    |
| Nationaal kampioenschap |       |       |       | Goud   | Goud   | Goud  | Goud  | Goud  |       | Goud  | Goud  | Goud  |
| WK junioren             | 17e   | 9e    | 5e    | Zilver | Zilver |       |       |       |       |       |       |       |
| NK junioren             | Goud  | Goud  |       |        |        |       |       |       |       |       |       |       |